# Conjuration bahianaise

Le drapeau des Alfaiates.

La conjuration bahianaise (conjuração baiana en portugais), aussi appelée révolte des Tailleurs (revolta dos Alfaiates en portugais) à cause de la profession de ses meneurs, fut un mouvement brésilien à caractère indépendantiste, qui eut lieu à la fin du XVIIIe siècle, dans la capitainerie de Bahia.
Les esclaves africains s’agitent et veulent être affranchis à Bahia. Le 12 août 1798, des placards exhortant la population à la révolution sont placés sur les murs de la ville. Ils réclament la République, la Liberté, l’Égalité, l’augmentation des soldes militaires, la liberté du commerce et la peine de mort contre les prêtres qui prêcheraient contre la Révolution. La France est donnée comme modèle. Grâce à une dénonciation, 50 conjurés sont arrêtés. Quatre seront exécutés en novembre 1799.
Il s'agit de la plus importante révolte coloniale après la conjuration Mineira (1789), dont elle se distingue par son caractère populaire.